# Bobby Doll
Bobby Doll è il secondo EP della cantante sudcoreana Jieun, pubblicato nel 2016 dall'etichetta discografica TS Entertainment.

## Tracce
1. I Wanna Fall in Love
2. Bobby Doll
3. Off the Record
4. Oasis
5. Be Alright
6. Bobby Doll (inst.)